# Juan Antonio Rodríguez Villamuela
Juan Antonio Rodríguez Villamuela (* 1. April 1982 in Málaga), kurz Juan Rodríguez, ist ein ehemaliger spanischer Fußballspieler, der zuletzt beim RCD Mallorca spielte.

## Spielerkarriere
Der gebürtige Andalusier Juan Rodríguez machte sein Profidebüt 2003 bei dem Verein seiner Heimatstadt FC Málaga, nachdem er für das B-Team von Málaga bereits drei Jahre gespielt hatte. Seit Sommer 2006, nach dem Abstieg der Andalusier, spielt er bei Deportivo La Coruña, wo er schnell zum Stammspieler wurde.